# MAN Truck & Bus
MAN Truck & Bus AG (колишній MAN Nutzfahrzeuge AG) — найбільше дочірнє підприємство корпорації MAN SE, із штаб-квартирою у м. Мюнхен, федеральна земля Баварія, є одним із провідних міжнародних виробників і постачальників комерційних транспортних засобів. Основна продукція — вантажівки середньої і великої вантажності категорій N2 та N3, автобуси великої місткості категорії M3, шасі автобусів і вантажних автомобілів, високопотужні дизельні і газо-дизельні двигуни та складові частини до них.
Компанія володіє торговельними марками «MAN», «Büssing», «ERF» (закрито у 2007-му) та «NEOPLAN» (автобуси класу «люкс»).

## Основні історичні віхи
Формально історія компанії MAN Truck & Bus AG розпочалася 1 січня 2011 року, від моменту реорганізації і зміни назви із «MAN Nutzfahrzeuge AG» на «MAN Truck & Bus AG», яка повинна була більш зрозуміло представляти її продукцію на міжнародних ринках. Фактично ж історія становлення і розвитку компанії розпочалася значно раніше.
Історія засновників холдингової компанії MAN SE і попередників сучасної компанії MAN Truck & Bus AG розпочинається ще із 1758 року.
Перший логотип «M.A.N.» з'явився в 1908 році після злиття різних компаній-попередників і утворення акціонерного товариства Maschinenfabrik Augsburg Nürnberg AG, скорочено «MAN» із штаб-квартирою та основними виробничими потужностями у м. Нюрнберг.
Виробництво перших автомобілів компанією було розпочато у м. Нюрнберг у 1915 році.
Проектування та масове виробництво перших у світі дизельних двигунів було розпочато в 1921 році, і до 1923-го, на заводі у м. Аугсбург, земля Баварія було налагоджене серійне виробництво перших у світі автомобілів із дизельними двигунами з безпосереднім упорскуванням палива.
Виробництво автобусів було розпочате в 1915 році спільно із компанією Saurer.
Виробництво тролейбусів було розпочато в 1938 році.

## Основні виробники продукції за технологіями «MAN» та їх розташування

### У Німеччині
- Німеччина MAN Truck & Bus (колишній MAN Nutzfahrzeuge AG). Штаб-квартира розташована у м. Мюнхен, федеральна земля Баварія. Заводи у:
  - м. Мюнхен, федеральна земля Баварія;
  - м. Зальцгіттер, земля Нижня Саксонія;
  - м. Плауен, Вільна держава Саксонія (автобуси люкс-класу);
- Німеччина MAN-Motoren (двигуни). Штаб-квартира та основні виробничі потужності розташовані у м. Нюрнберг, федеральна земля Баварія
- Німеччина Rheinmetall MAN Military Vehicles (транспортні засоби військового призначення). Штаб-квартира та основні виробничі потужності розташовані у м. Мюнхен, федеральна земля Баварія
- Німеччина Arbeitsgemeinschaft Vw-M.A.N. Штаб-квартира та основні виробничі потужності розташовані у м. Вольфсбург, земля Нижня Саксонія

### Закордоном
- США Man Truck And Bus Corporation. Штаб-квартира розташована у м. Саутфілд, штат Мічиган. Заводи у:
  - м. Саутфілд, штат Мічиган;
  - м. Клівленд, штат Північна Кароліна (автобуси)
- Австралія MAN Automotive (Australia) Pty. Штаб-квартира розташована у м. Сідней
- Нова Зеландія Man Automotive (Nz) Ltd. Штаб-квартира розташована у м. Окленд. Завод — у приміській зоні Окленда Роузбенк
- ПАР Man Truck & Bus (Sa) (Pty) Ltd. Штаб-квартира та основні виробничі потужності розташовані у м. Пайнтаун. провінція Квазулу-Наталь[5]
- КНР Lion Bus Co Ltd. Штаб-квартира розташована у м. Цзіньхуа, провінція Чжецзян
- КНР Jinhua Young Man Manufacturing Co Ltd. Штаб-квартира розташована у м. Цзіньхуа, провінція Чжецзян
- КНР Sinotruk (Hong Kong). Штаб-квартира розташована у м. Гонконг
- КНР Shaanxi Automobile Group Co Ltd. Штаб-квартира розташована у м. Сіань, провінція Шеньсі[6]
- КНР Zhengzhou Yutong Bus Co Ltd. Штаб-квартира розташована у м. Чженчжоу, провінція Хенань
- Індія Man Trucks India Pvt Ltd.. Штаб-квартира та основні виробничі потужності розташовані у м. Пітхампур, штат Мадх'я-Прадеш[7]
- Таїланд MAN Truck & Bus Concessionaires. Штаб-квартира та основні виробничі потужності розташовані у передмісті м. Бангкок
- Туреччина Man Kamyon Ve Otobus San AS. Штаб-квартира розташована у м. Стамбул
- Туреччина Man Turkiye AS. Штаб-квартира розташована у м. Анкара
- Узбекистан JV MAN Auto — Uzbekistan. Штаб-квартира та основні виробничі потужності розташовані у м. Самарканд[8]
- Малайзія Man Truck & Bus (M) Sdn Bhd. Штаб-квартира та основні виробничі потужності розташовані у м. Раван, провінція Селангор
- Польща Man Star Trucks & Busses Sp. Z O.O.. Штаб-квартира розташована у м. Стараховіце, Свентокшиське воєводство. Заводи у:
  - м. Стараховіце, Свентокшиське воєводство;
  - м. Краків (поблизу м. Неполоміце, Великопольське воєводство);
  - м. Познань, Великопольське воєводство
- Угорщина RÁBA Automotive Holding PLC (угор. Rába Járműipari Holding Nyrt.). Штаб-квартира та основні виробничі потужності розташовані у м. Дьйор
- Австрія MAN Nutzfahrzeuge Osterreich AG. Штаб-квартира розташована у м. Мюнхен, федеральна земля Баварія. Заводи у:
  - м. Відень (транспортні засоби спеціального призначення);
  - м. Штайр, федеральна земля Верхня Австрія
- Білорусь Join-Stock Company Maz-Man. Штаб-квартира та основні виробничі потужності розташовані у м. Мінськ
- Італія Man-Meccanica SpA. Штаб-квартира та основні виробничі потужності розташовані у м. Мазера-ді-Падуя, пров. Падуя

## Основна продукція

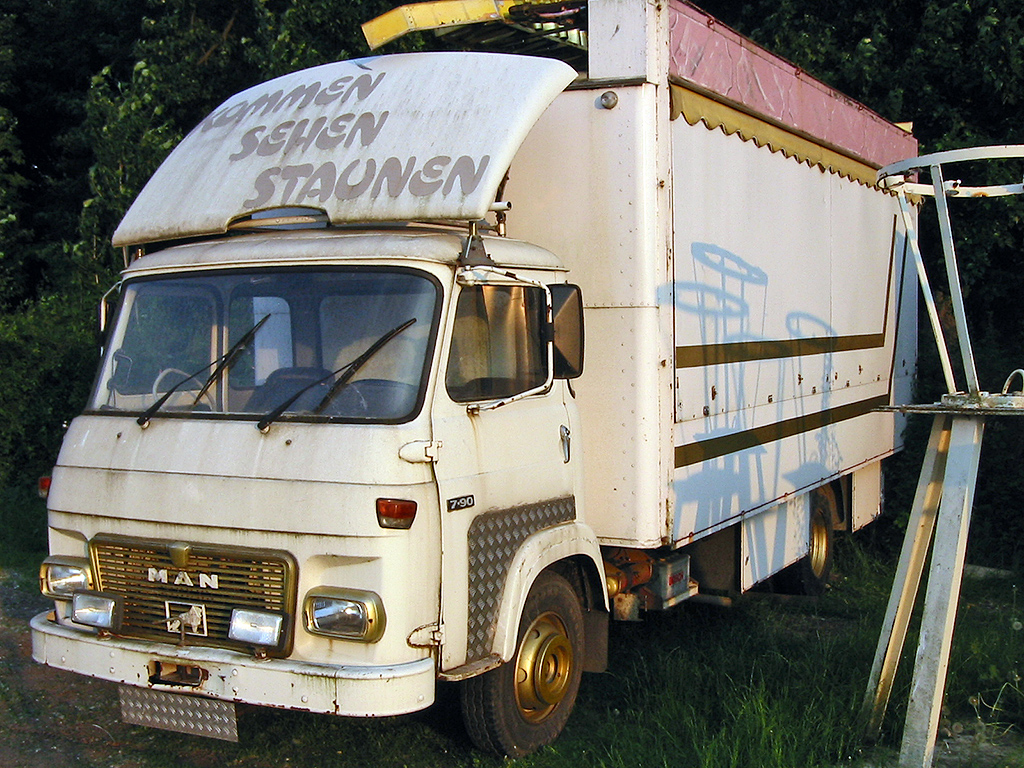
MAN-Saviem Typ 7.90F (1973—1977)

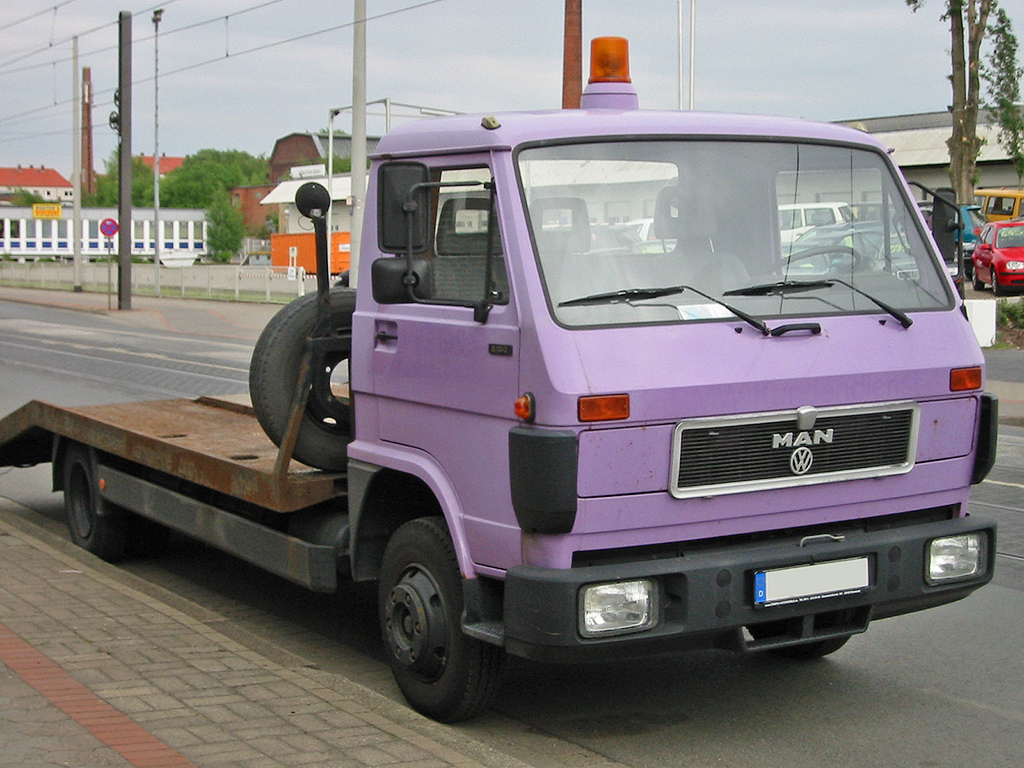
MAN-VW (1987—1993)

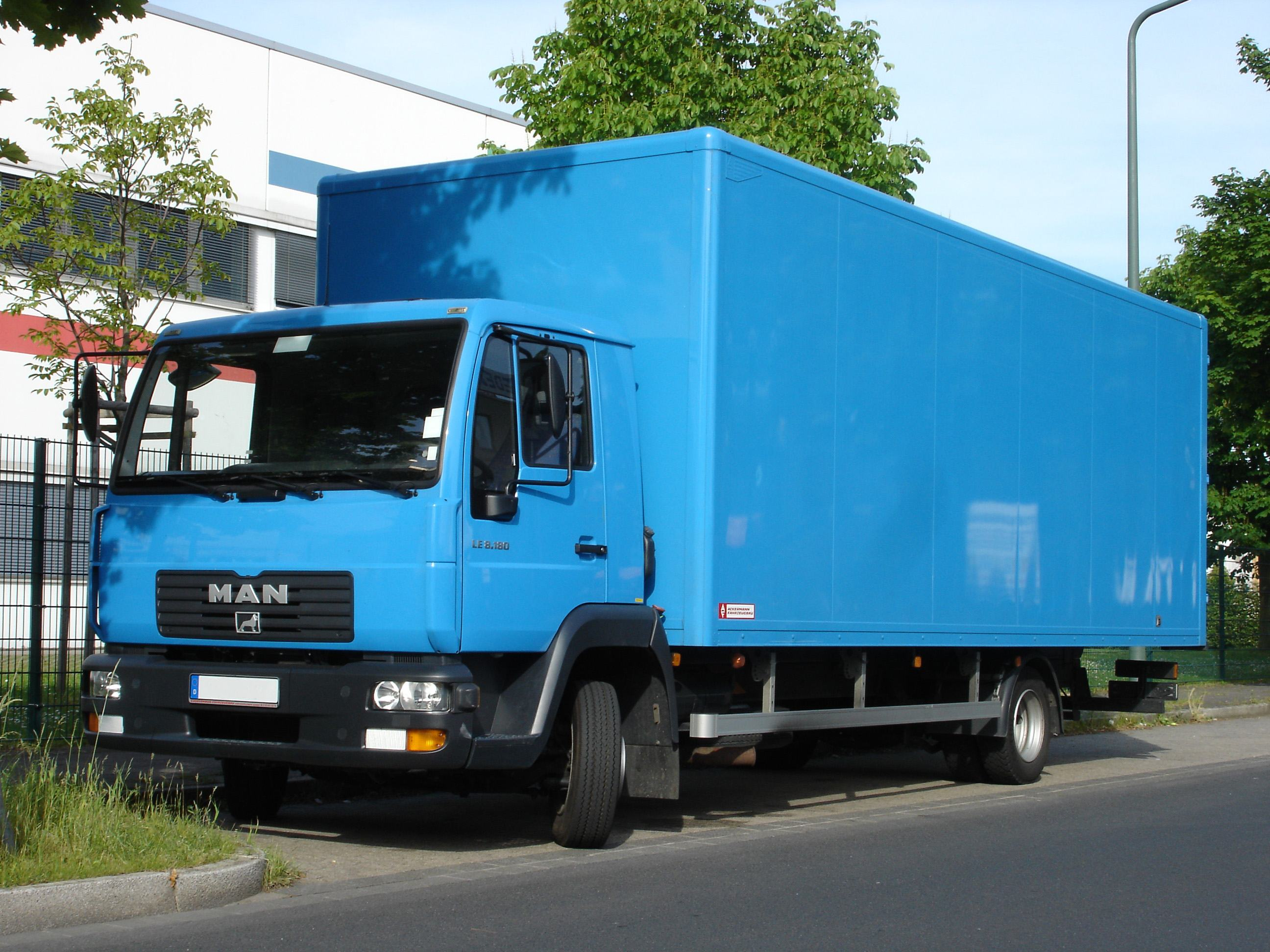
MAN LE 2000 (2001—2005)

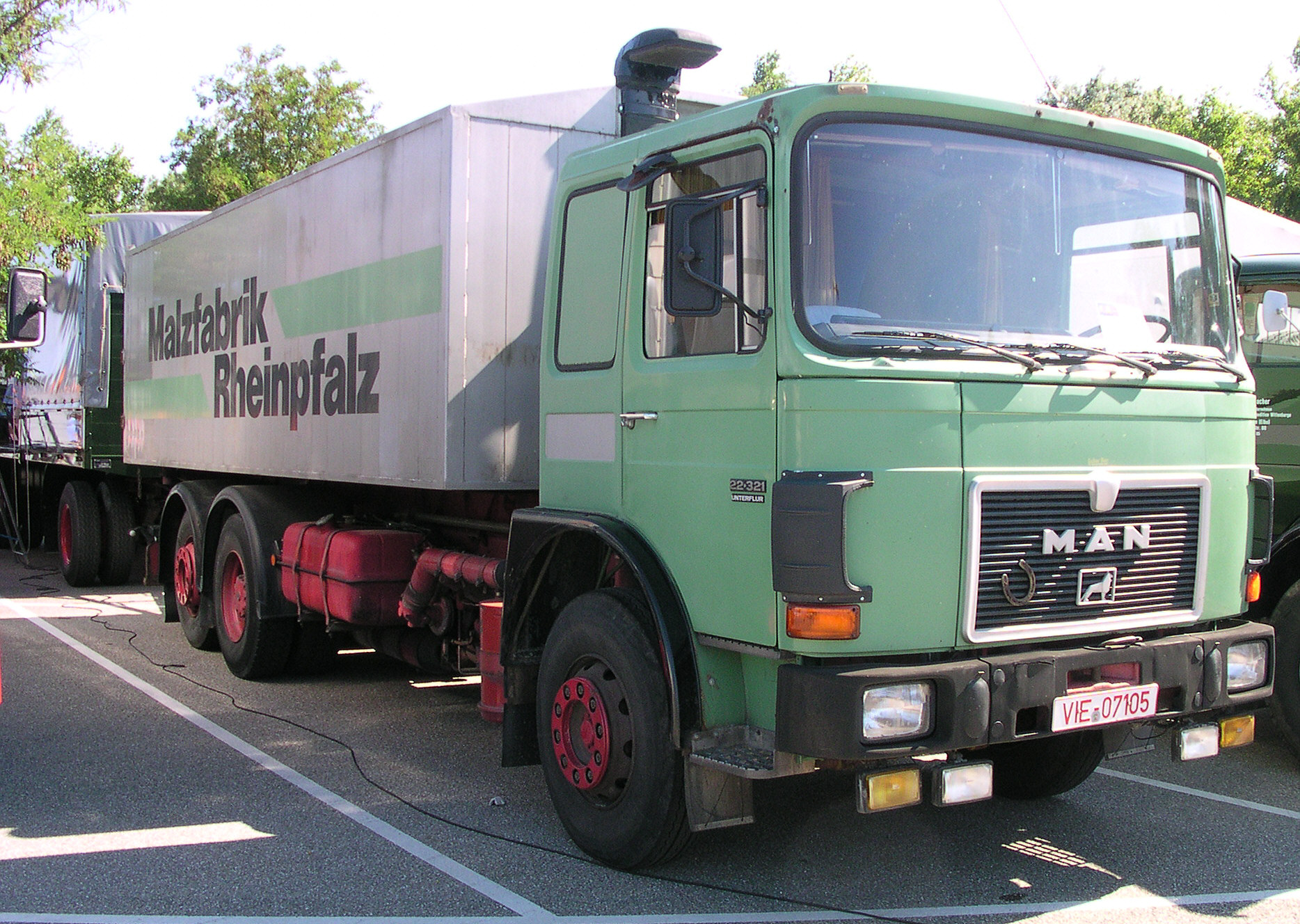
MAN 22321 (1983—1986)

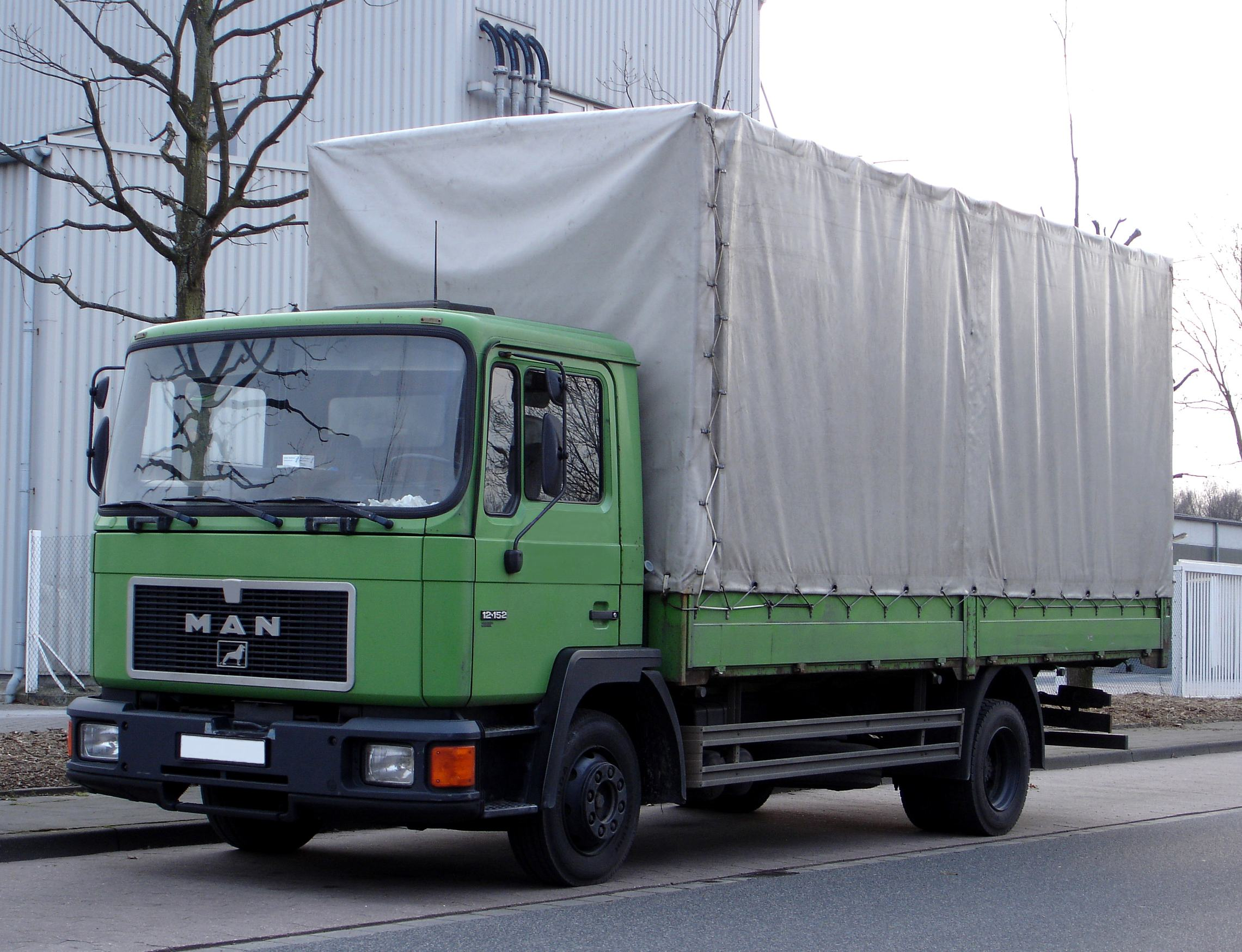
MAN M90 (1987—1993)

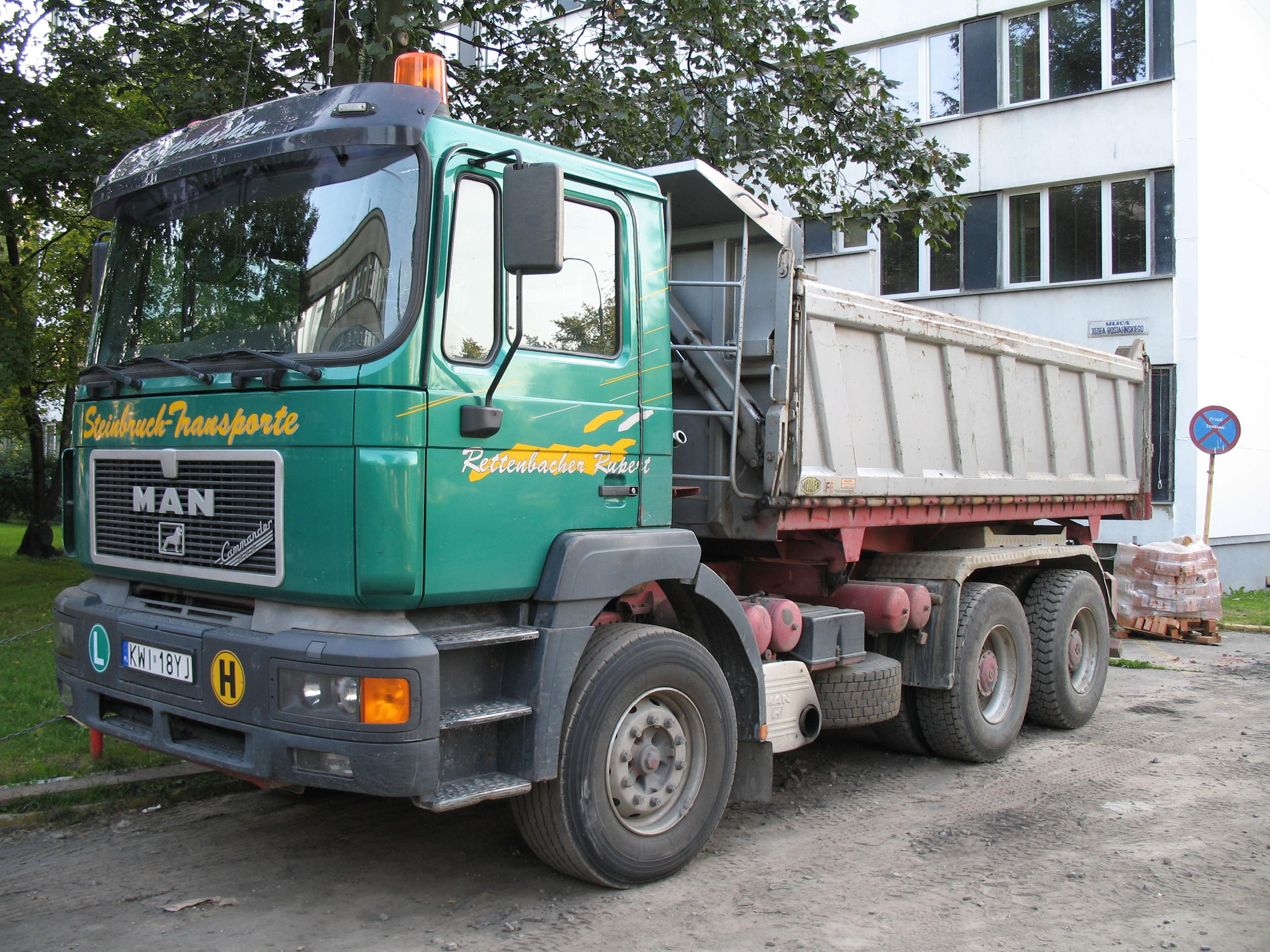
MAN F2000 (1994—1998)

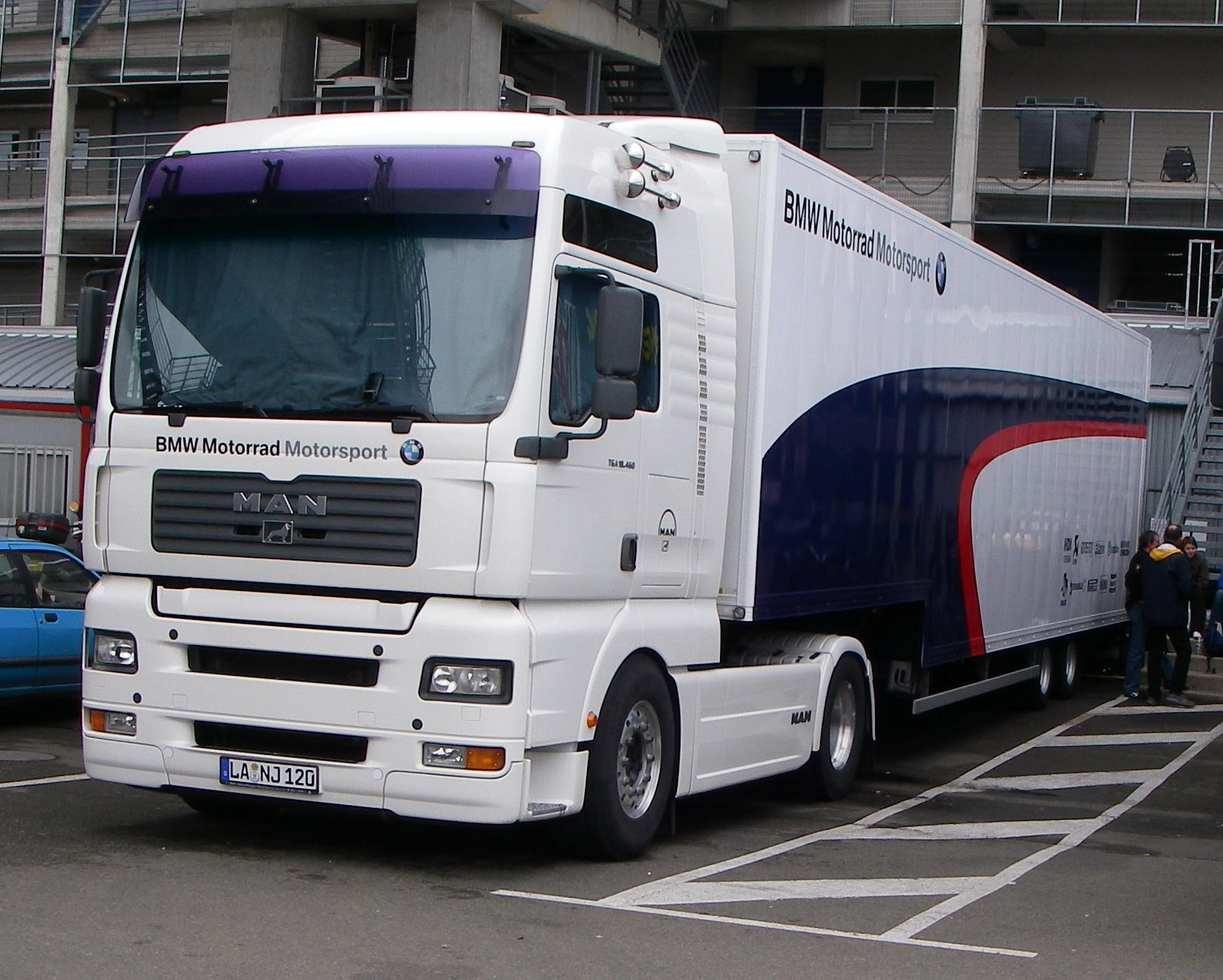
MAN TGA XXL (2000)

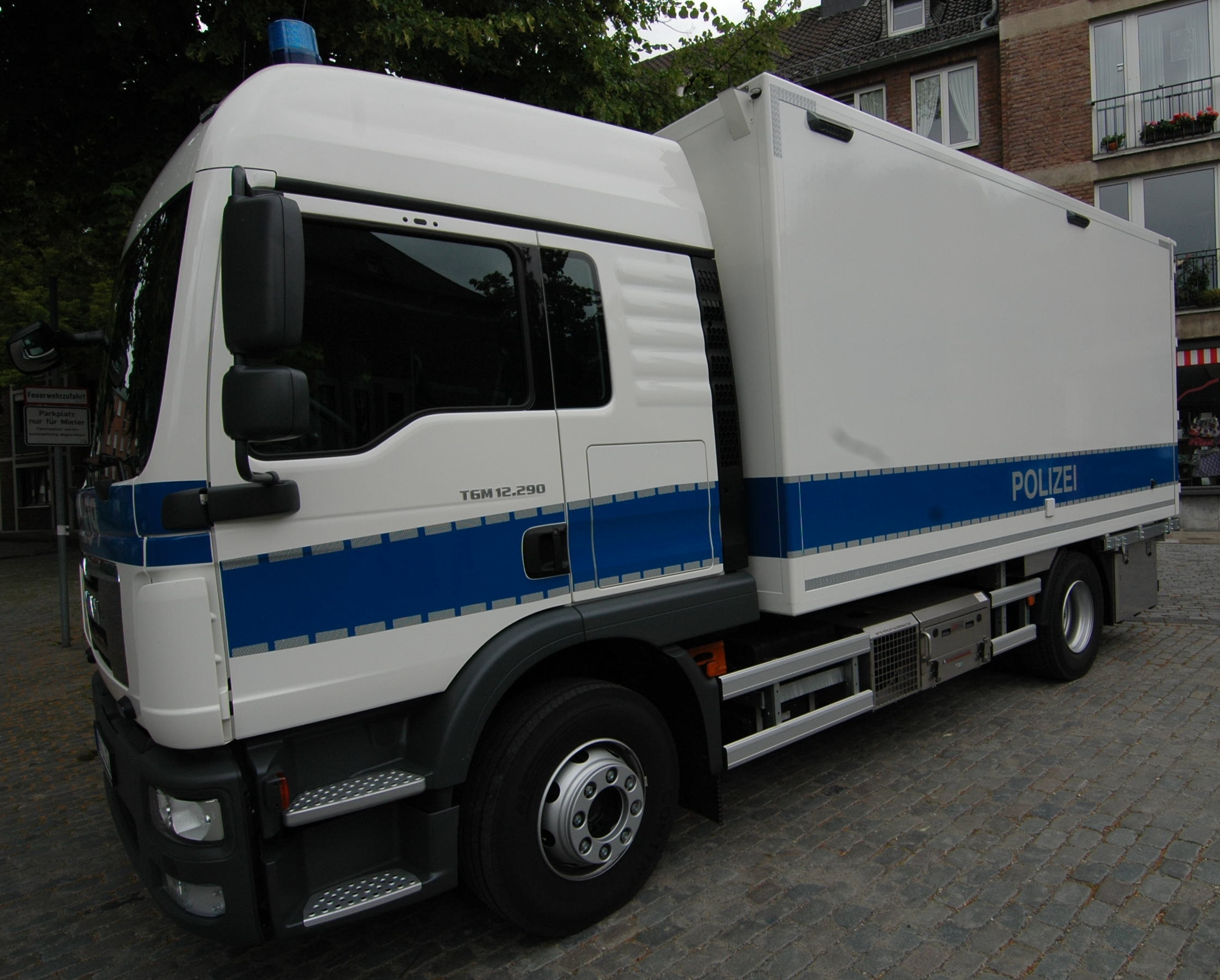
Спеціалізований поліцеський автомобіль MAN TGM 12.290

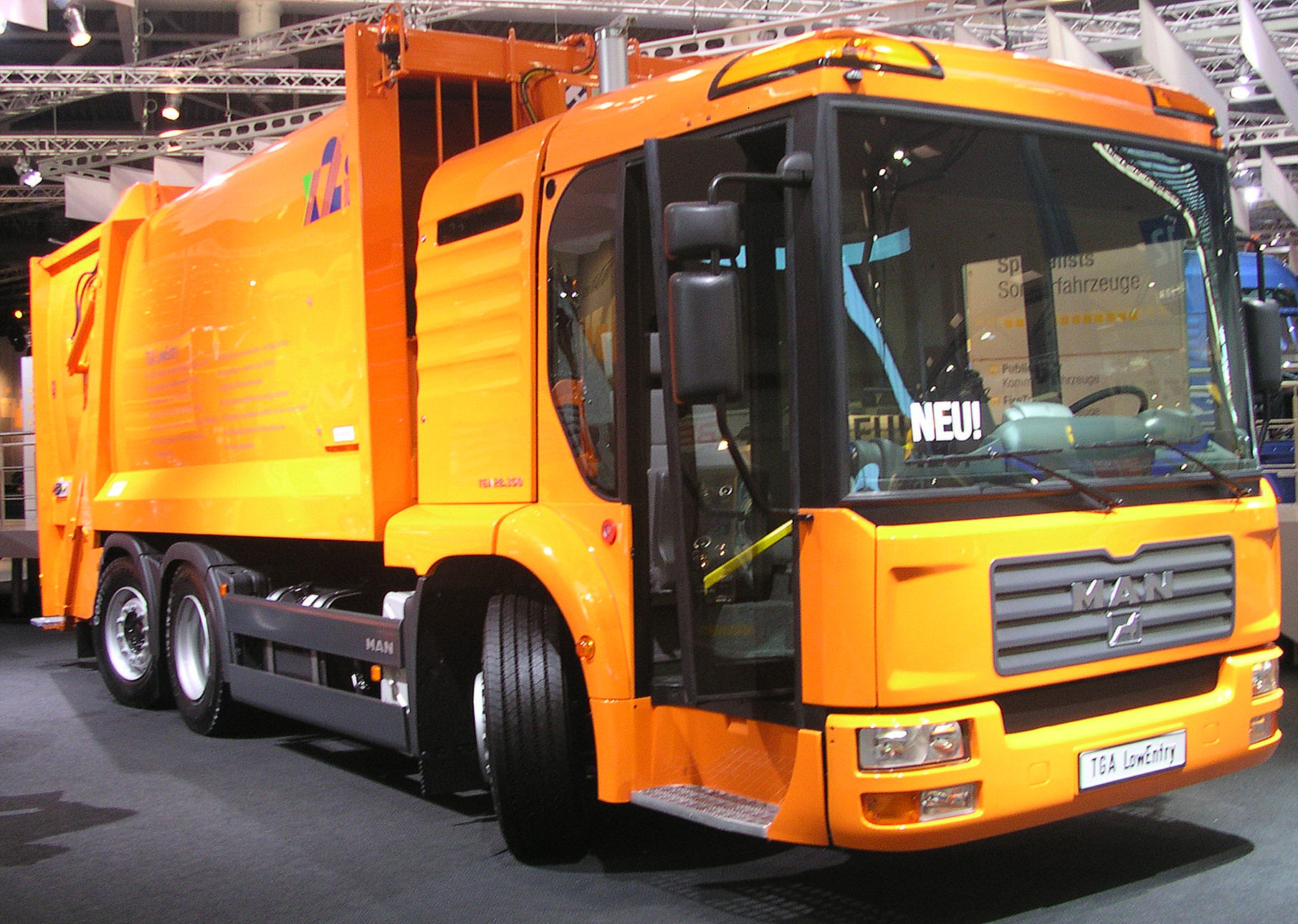
MAN TGA «Низький вхід» (2004)

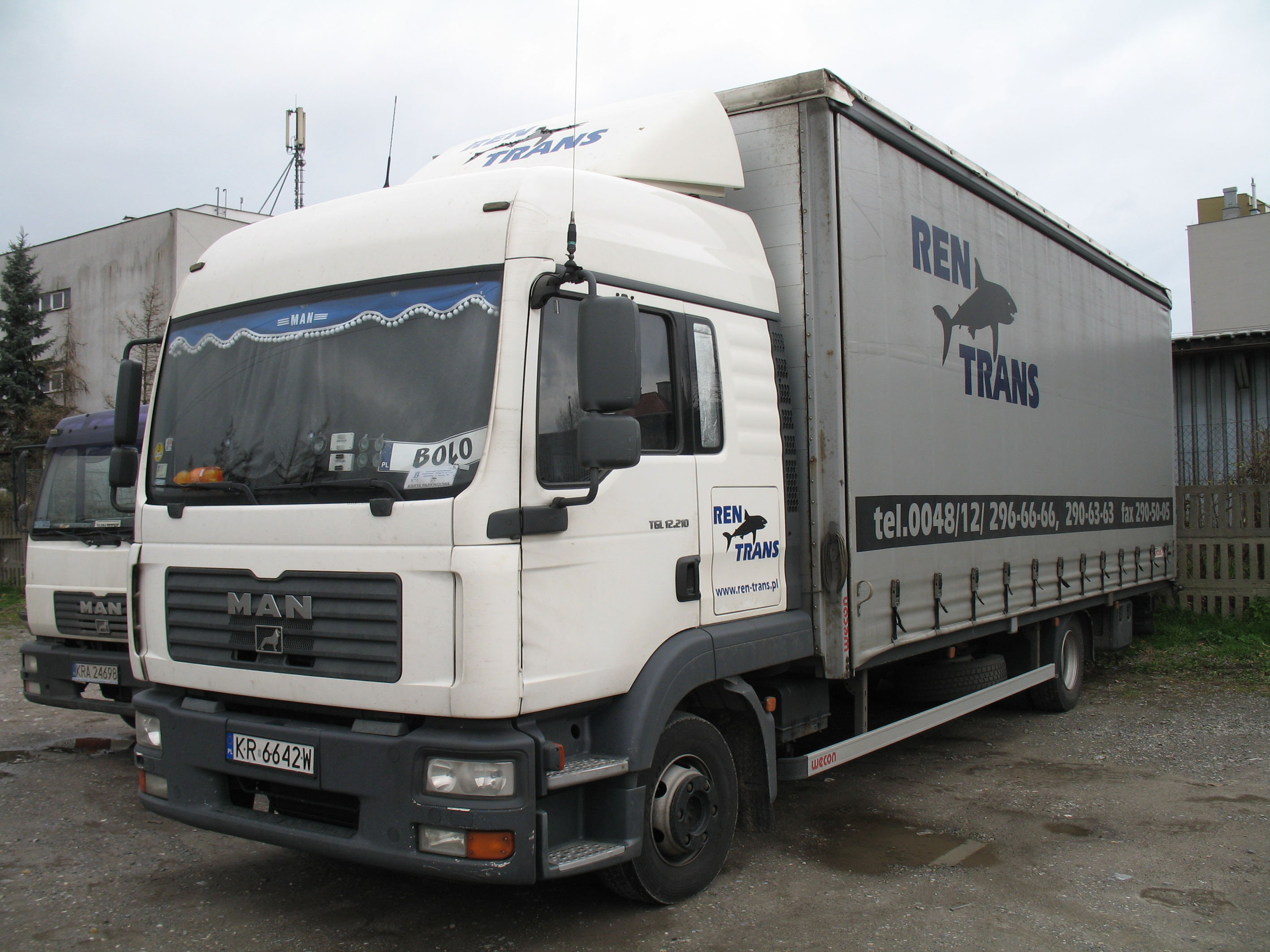
MAN TGL (2005)

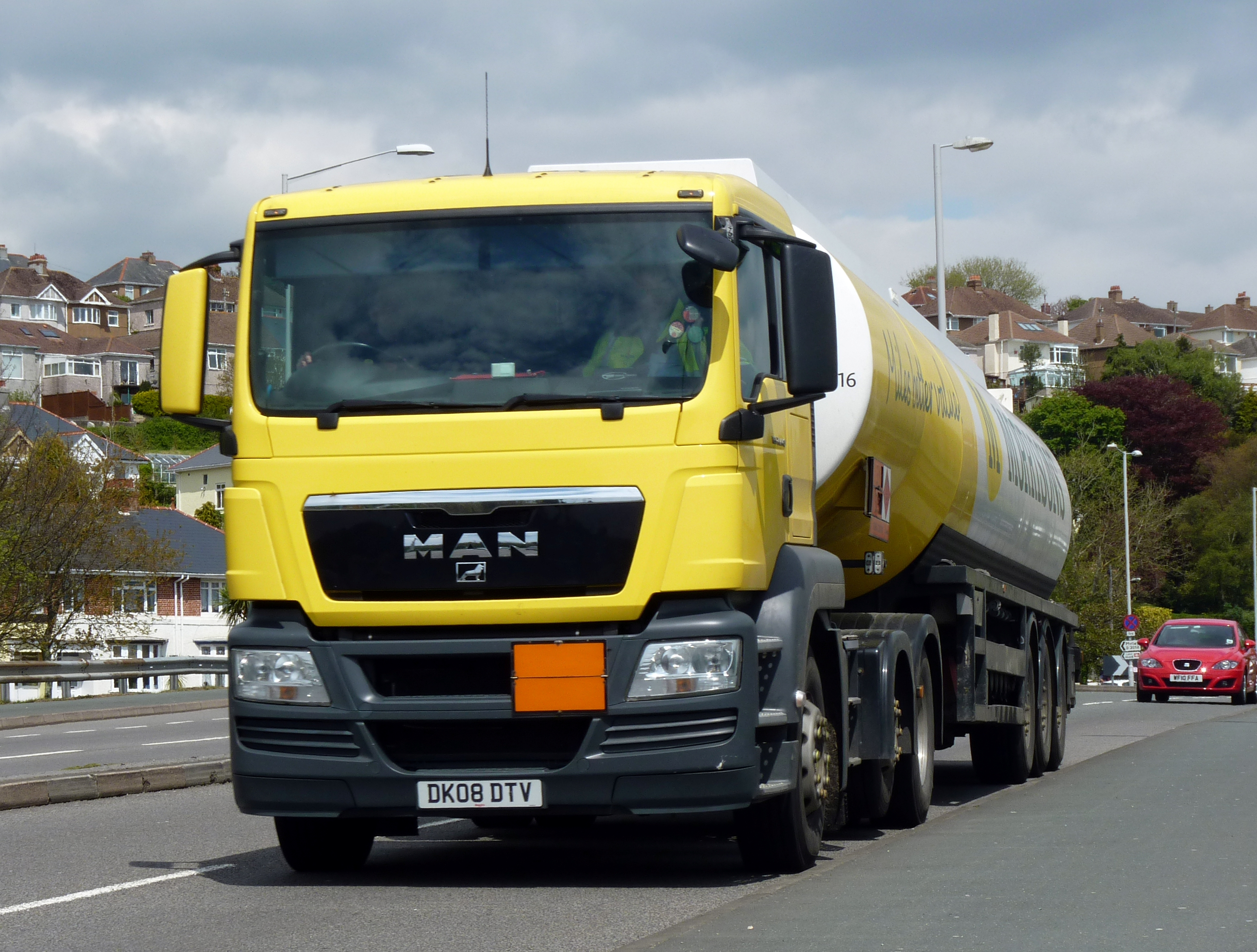
MAN TGS (2007)

### Вантажівки
- Серія MAN-Saviem — складання і ребейджінг автомобілів середньої вантажності категорії N2 французької компанії Saviem. Автомобіль оснащувався дизельними двигунами французького виробництва. Вироблялися декілька різних моделей і модифікацій із максимальною масою від 7,5 до 12 тонн. Виробництво різних моделей і модифікацій цієї серії було розпочато в 1967-му, і завершено в 1977-му після продажу прав на виробництво чеській автомобілебудівній компанії Avia.
- Серія G90 («MAN-VW») — спільне із Volkswagen AG виробництво вантажівок середньої вантажності категорії N2 на базі автомобілів Volkswagen LT. Основні елементи шасі, рама та передній міст виготовлялися на заводах MAN, а задній міст, коробка передач та кабіна виготовлялися на заводах Volkswagen. Загальне складання автомобіля здійснювалося на заводі MAN. Автомобілі маркувалися логотипами обох компаній — «MAN» та «VW». Виготовлялися декілька різних модифікацій автомобілів із максимальною масою від 6 до 9 тонн. Автомобілі оснащувалися дизельними двигунами від 90 к. с. до 130 к. с. Виробництво різних моделей і модифікацій цієї серії було розпочато в 1977-му, і завершено в 1993-му. Після цього «MAN» продовжував виробництво автомобілів даної серії. Автомобілі почали маркувати тільки логотипом «MAN». У цих модифікаціях були змінені інтер'єр, облицювання, фари. Автомобілі стали оснащуватися двигунами потужністю 100 к. с. та 150 к. с. і отримали позначення «G90».
- Серії L2000 та LE2000 — спільне із Volkswagen AG виробництво вантажівок середньої і великої вантажності категорій N2 та N3. До виробництва також планувалося залучати виробничі потужності у м. Штайр, федеральна земля Верхня Австрія. Виготовлялися декілька різних модифікацій серії L2000 з максимальною масою від 7,49 до 12 тонн. Виробництво різних моделей і модифікацій цієї серії з різними колісними формулами і двигунами було розпочато в 1984-му, і завершено у 2001-му. У цьому ж році розпочали виробництво модифікованих версій, які отримали назву «Evolution». Позначення було змінено на LE2000. Виготовлялися декілька різних модифікацій серії LE2000 з максимальною масою від 7,49 до 18 тонн. Автомобілі оснащувалися дизельними двигунами від 120 к. с. до 220 к. с. Виробництво «Evolution» було завершено у 2005-му.
- Серії F7, F8 та F9 — продукт співпраці компанії MAN із компаніями Saviem та Büssing. До цих серій входили вантажівки середньої і великої вантажності категорій N2 та N3 із кабіною, розташованою над двигуном (англ. cab-over-engine models (COE)), які в 70-х та 80-х роках були найбільш поширеним типом вантажних автомобілів на дорогах Німеччини. Різні типи і модифікації цих серій вироблялися з 1967-го до 1986-го. Автомобілі оснащувалися дизельними двигунами, які постійно вдосконалювалися під впливом змін екологічних норм для дизельних двигунів. Виробництво цих серій було завершено в 1986 році. Пізніше автомобілі, що входили до цих серій, вироблялися за ліцензіями в Румунії під торговельною маркою Roman та в Угорщині під торговельною маркою Raba.
- Серія F90, M90 — вантажівки середньої і великої вантажності категорій N2 та N3, які, починаючи із 1986 року, замінили та продовжили серію F9. Змін зазнав дизайн кабіни, інтер'єру, бампера і навіть змінився логотип. Окремі модифікації вантажівок цієї серії середньої вантажності отримали позначення M90. Автомобілі оснащувалися рядними шестициліндровими дизельними двигунами потужністю 290, 330 та 360 к. с., хоча і продовжувалося застосування двигунів серії F9. Разом із тим, було розроблено покоління нових двигунів. Це були п'ятициліндровий рядний двигун потужністю 320 к. с., шестициліндровий рядний двигун потужністю 360 к. с. та V-подібний десятициліндровий дизельний двигун потужністю 422 к. с., яку згодом було збільшено до 500 к. с. Виробництво в Німеччині було припинене у 2007 році. На даний час серія F90 виготовляється тільки в м. Сіань, провінція Шеньсі, де виробництво було розпочате в 1986-му.
- Серія F2000, F2000 Evo, M2000 — вантажівки середньої і великої вантажності категорій N2 та N3, які, починаючи із 1994 року, прийшли на заміну серії F90 великої вантажності. Були внесені зміни в конструкцію кабіни, фар та бампера, зазнав змін і інтер'єр. Але основною відмінністю нових «F2000 E» була наявність бортового керуючого комп'ютера, який контролював і керував роботою двигуна і його систем, роботою пневматичної підвіски, системи регулювання положення сидіння водія, роботою антиблокувальної та проти-пробуксувальної систем, роботою кондиціонера тощо. Пізніше, після експлуатаційних випробувань і доведення програмного забезпечення і систем контролю та керування, комп'ютер став стандартним для автомобілів подальших серій, починаючи з TGA. Загалом, у цій серії вироблялися автомобілі з повною масою від 6 до 50 тонн, а у складі автопоїздів — і до 150÷180 тонн. Починаючи із 1996-го, автомобілі серії M90 були замінені новими серії M2000, а з 2000 року — серії ME2000. До закінчення виробництва у 2007-му автомобілі серій «LE2000» та «ME2000» вироблялися у м. Штайр.
- Серія TGA, TGM — вантажівки великої вантажності категорії N3 «високотехнологічної генерації» англ. Trucknology Generation A.[9] Буква «A» вказує, що повна маса є більшою від 18 т. Автомобілі серії TGA розпочали виробляти з 2000 року на заміну серії F2000, а серії TGM — з 2005-го на заміну серії M2000. Для перевезень на короткі відстані передбачені «короткі» кабіни із зменшеною висотою внутрішнього простору до 1560 мм і довжиною 1880 мм без спального місця (M), а також, декілька варіантів кабін різної ширини та довжини із одним спальним місцем та без спальних місць — із стандартною (L) та із збільшеною висотою даху (LX). Полиці спальних місць мають «солідні» як для авто розміри: 2200 × 790 мм (верхня) і 2100 × 700 мм (нижня). Сидіння обладнані пневматичною підвіскою і мають багато-позиційну систему регулювання. Рульова колонка також має можливість регулювання, що забезпечую максимально зручну позицію для будь-яких комплекцій водіїв. Комфортні умови для екіпажу забезпечують система обігріву і вентиляції, люк на даху кабіни, скло-підйомники із електроприводом, висувний холодильник, місткі шафи для одягу і речей, індивідуальне підсвічування, килимок із підігрівом, добротні та естетичні матеріали інтер'єру як робочого місця водія і пасажирів, так і зони відпочинку. За замовленням може встановлюватись система клімат-контролю. Автомобілі оснащуються рядними 6-циліндровими дизельними двигунами з робочими об'ємами 11,9 л та 12,8 л потужністю 310, 360, 410, 460 та 510 к. с. із механічною 16-ступінчастою коробкою передач «ZF ComfortShift» компанії Zahnradfabrik Friedrichshafen із підсилювачем. Також застосовуються коробки передач розробки MAN, особливістю яких є режим перемикання передач без необхідності вимикання зчеплення педаллю (з 5-ї по 8-му передачі достатньо натиснути кнопку на важелі) та автоматизована 12-ступенева коробка «ZF TipMatic», яка, окрім автоматичного режиму перемикання передач, має і ручний для важких дорожніх умов. Автомобілі серії TGM оснащувалися новим двигуном D26 замість двигуна D20 та системою ESC.[10] Підвіска може бути комбінованою ресорно-пневматичною та (за замовленням) повністю пневматичною із системою автоматичного регулювання «ECAS». Серед серії виділяється оригінальністю компонування, конструкцією та розташуванням кабіни модель TGA із «низьким входом» («Low entry») — спеціалізовані вантажні автомобілі, призначені для комунальних служб. Усі колеса шасі обладнані дисковими гальмами, робота яких контролюється системою EBS, що виконує функції АБС та ASR. Функції допоміжного гальма на моделях і модифікаціях із механічною трансмісією виконує моторне гальмо, а на моделях із автоматичною трансмісією — трансмісійне гальмо-інтардер. Три мультиплексорні системи на базі «CAN» контролюють роботу двигуна і його систем, трансмісії, системи само-діагностування, панелі приладів та електронного тахографа. Загальне керування та оброблення інформації здійснює центральний комп'ютер.
- Серія TGL — вантажівки середньої вантажності категорій N2, які, починаючи із 2005 року, прийшли на заміну серії LE2000. Серія TGL вперше представлена на ярмарку «European Road Transport Show» у Амстердамі 2006 року[11]. Автомобілі цієї серії виготовляються із повною масою від 7,49 до 12 тонн. Вони мають найкращі показники маси у спорядженому стані, за рахунок чого мають одну з найбільших вантажопідйомностей у своїй категорії. Автомобілі оснащуються двигунами потужністю від 150 до 240 к. с. За рахунок 17,5-дюймових коліс автомобілі мають низьку посадку і невелику висоту завантаження.
- Серія TGX, TGS — вантажівки великої вантажності категорії N3. Наступником TGA стала серія TGX[12], вперше представлена на ярмарку «AutoRAI» у Амстердамі восени 2007 року. Автомобілі нової серії стали більш економічними за рахунок покращення аеродинамічних властивостей і зниження власної маси. Окрім цього, були значно знижені рівні шуму в салоні. Двигуни обох серій оснащені системою Common Rail, системою відведення і нейтралізації відпрацьованих газів із застосуванням технології AdBlue, що забезпечує рівень викидів токсичних і шкідливих компонентів на рівні вимог Євро-5, обов'язкових із 2009 року. TGX обладнані восьмициліндровим V-подібним двигуном загальним робочим об'ємом 16,2 літрів, мають потужність 680 к. с., і є одними із найпотужніших вантажівок. Як опцію, передбачено встановлювати гідравлічне гальмо-сповільнювач «Man PriTarder», яке має потужність гальмування до 600 кВт, невелику вагу (до 30 кг) і працює навіть на невеликих швидкостях руху автомобіля. На автомобілях серії TGS застосовуються двигуни TGA D20 та D26, також обладнані системою Common Rail з потужністю від 320 к. с. до 540 к. с. На них також передбачена можливість встановлювати гідравлічне гальмо-сповільнювач «Man PriTarder» як опцію. Окрім цього, можуть встановлюватися двигуни D2066 та D2678 із системою нейтралізації відпрацьованих газів «MAN PM-Kat» (рівень викидів токсичних і шкідливих компонентів на рівні вимог Євро-4) або із застосуванням технології AdBlue (рівень викидів токсичних і шкідливих компонентів на рівні вимог Євро-5).

### Автобуси
У 1915-му MAN спільно із компанією Saurer розпочинає виробляти автобуси, які практично не відрізнялися від автобусів Saurer. З часом, використовуючи власні розробки і співпрацюючи з іншими компаніями, розвинулося власне виробництво.
З розвитком конструкцій автобусів, починаючи з 50-х років розпочалася їх «спеціалізація за призначенням», поділяючи автобуси на «міські» та «міжміські» (нім. «Linienbussen» та «Reisebussen»). Основними відмінностями була кількість сидінь для пасажирів та розташування, кількість і ширина пасажирських дверей.
У 70-ті роки MAN запровадив «стандарт» у позначеннях своїх автобусів:
- SL — стандартний міський автобус (нім. Standard-Linienbus);
- SG — стандартний зчленований автобус (нім. Standard-Gelenkbus);
- SÜ — стандартний міжміський автобус (нім. Standard-Überlandbus);
- SD — стандартний двоповерховий автобус (нім. Standard-Doppeldeckerbus)

З розвитком конструкцій автобусів із низьким рівнем розташування підлоги були запроваджені наступні «стандарти» їх позначення:
- NL — низько-підлоговий міський автобус (нім. Niederflur-Linienbus);
- NM — низько-підлоговий короткий міський автобус (нім. Niederflur-Midibus);
- NG — низько-підлоговий зчленований автобус (нім. Niederflur-Gelenkbus);
- NÜ — низько-підлоговий міжміський автобус (нім. Niederflur-Überlandbus);
- ND — низько-підлоговий двоповерховий автобус (нім. Niederflur- Doppeldeckerbus).

Для експорту на ринки ЄС було розроблено автобуси серії
- EL — європейський міський автобус (нім. Europa-Linienbus)

До останніх генерацій міських автобусів відносяться серії
- Lion's City — як із стандартним, так і з низьким рівнями підлоги та із так званим «низьким входом», що робить їх доступними для пасажирів на інвалідних колясках.

Для міжміського сполучення і туристичних поїздок із необхідним рівнем комфортності розроблені автобуси серії:
- SR — стандартний автобус міжміського сполучення (нім. Standard-Reisebus);
- Lion's, до якої входять: «Lion's Coach», «Lion's Coach Supreme», «Lion's Comfort», «Lion's Star», «Lion's Regio» тощо.

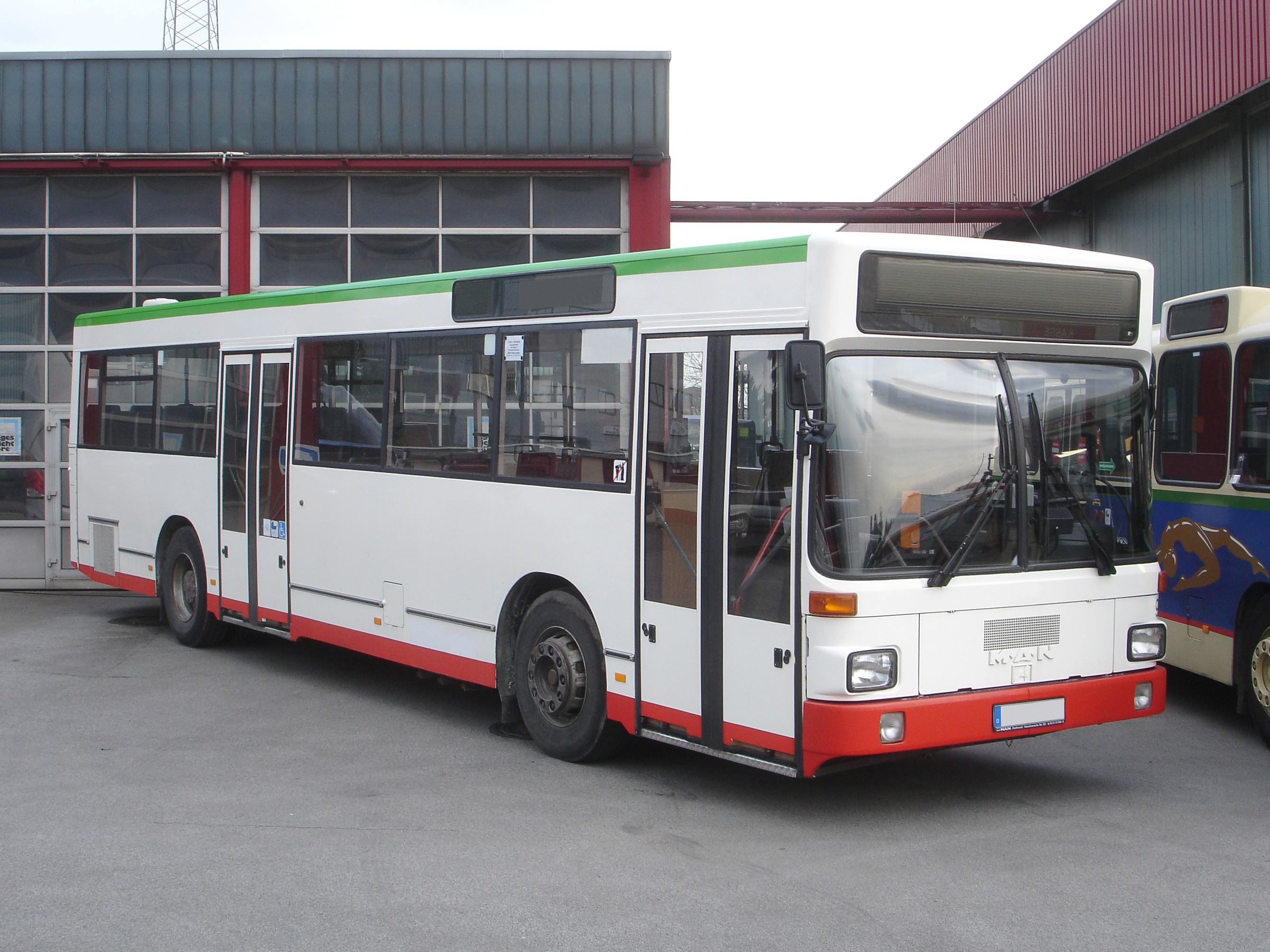
Міський автобус із «стандартним» рівнем підлоги SL 202

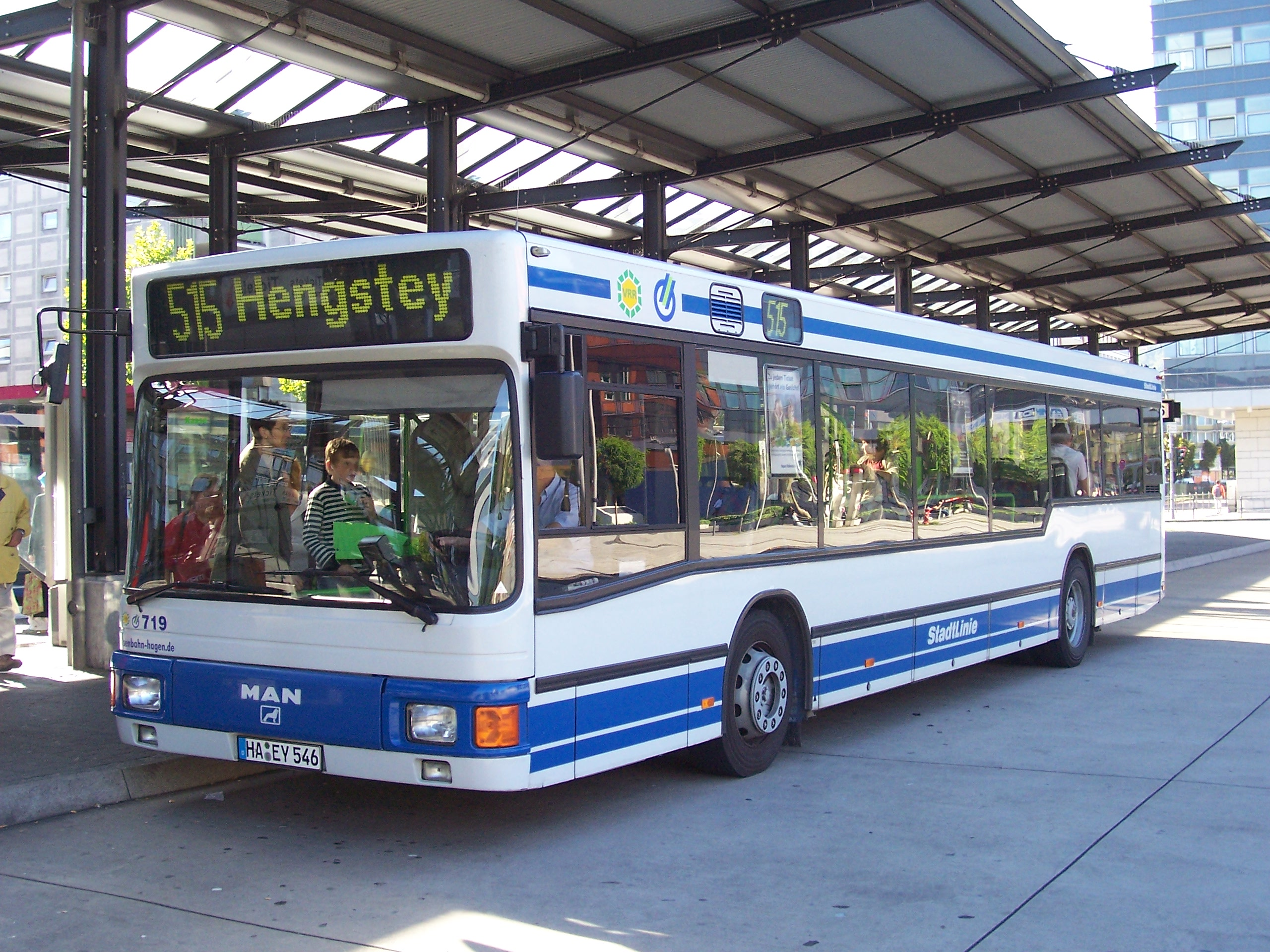
Міський автобус із низьким рівнем підлоги NL 202

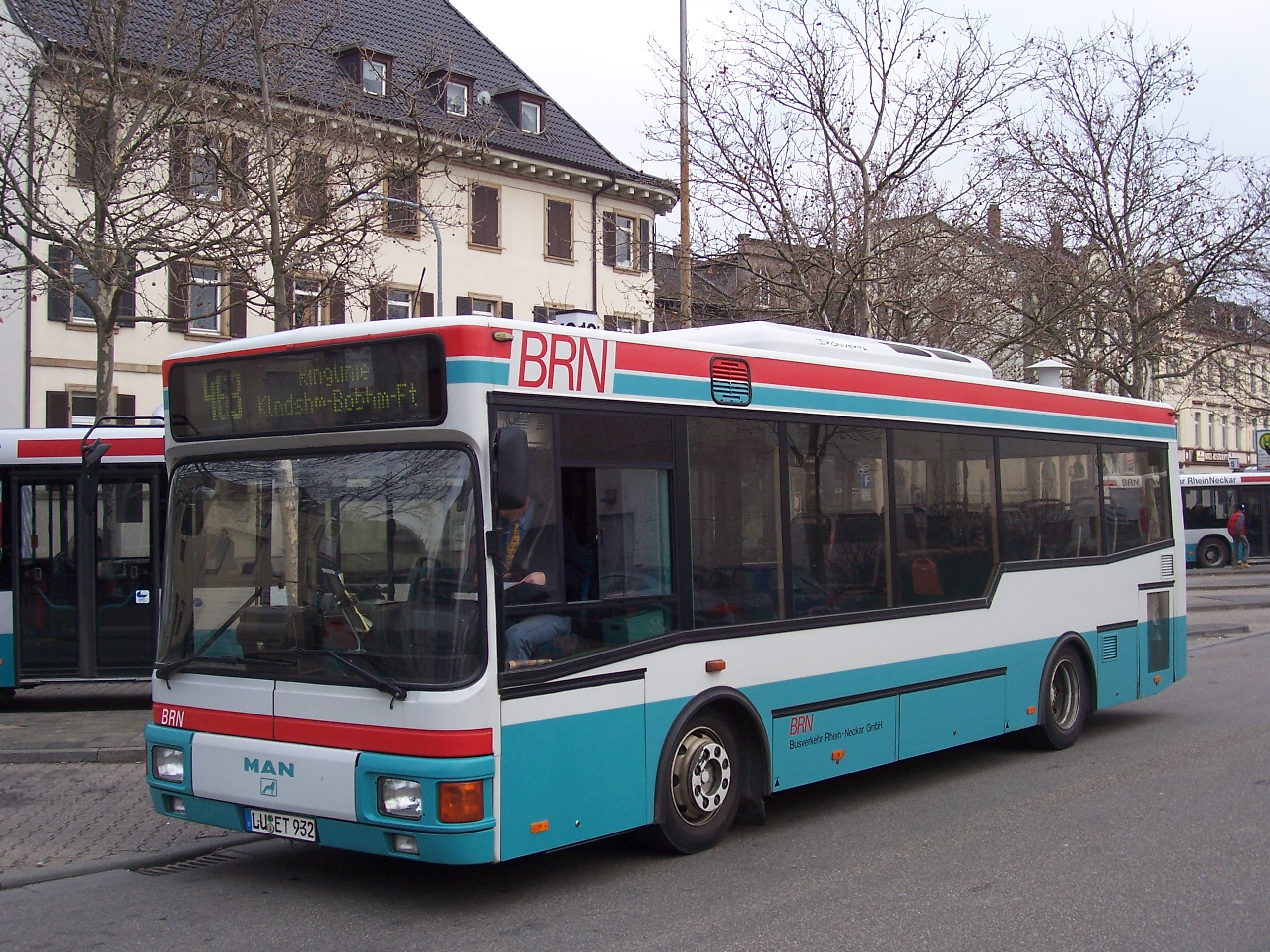
Міський короткий автобус із низьким рівнем підлоги NM 222

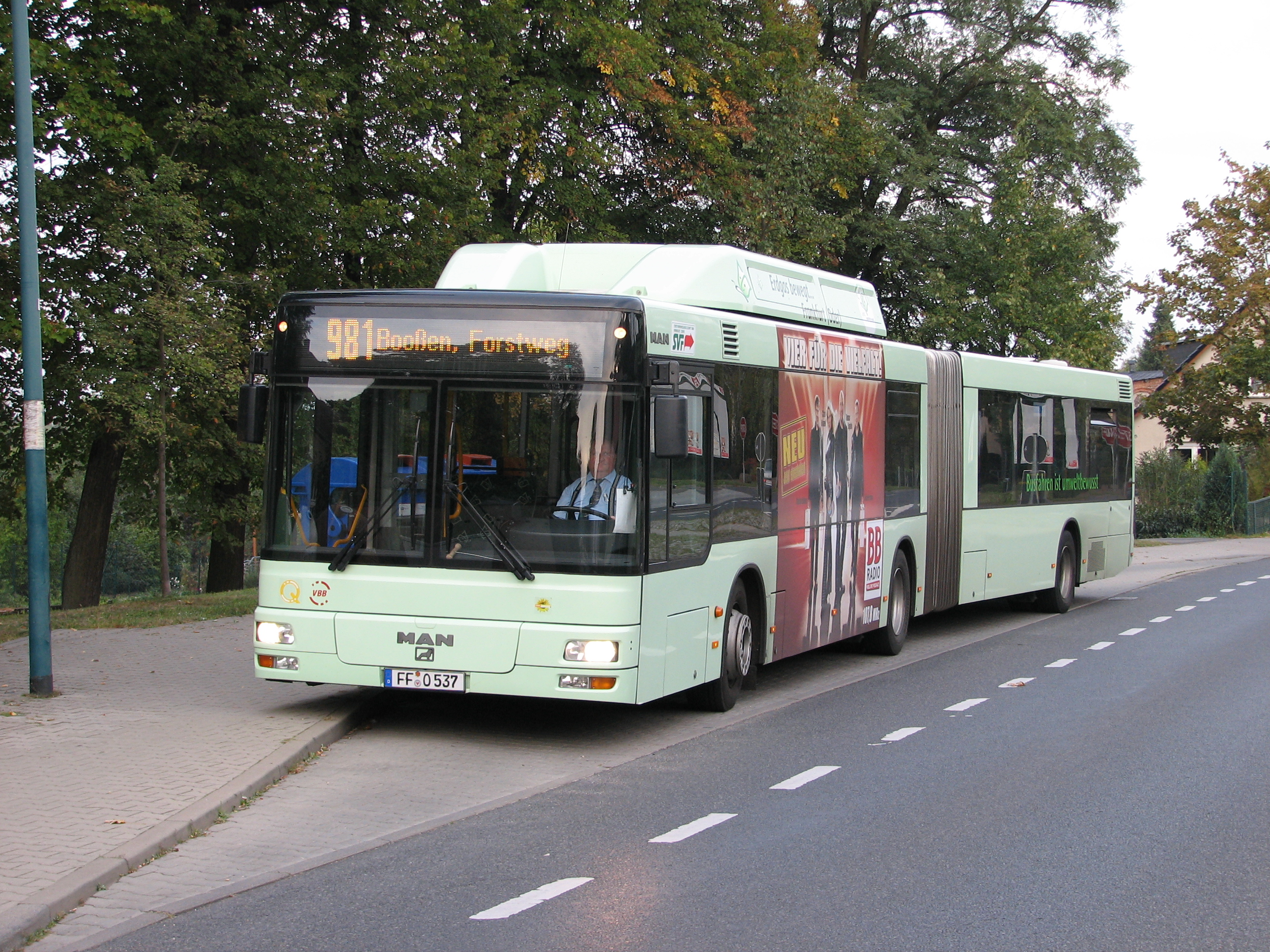
Міський зчленований автобус із низьким рівнем підлоги NG 313

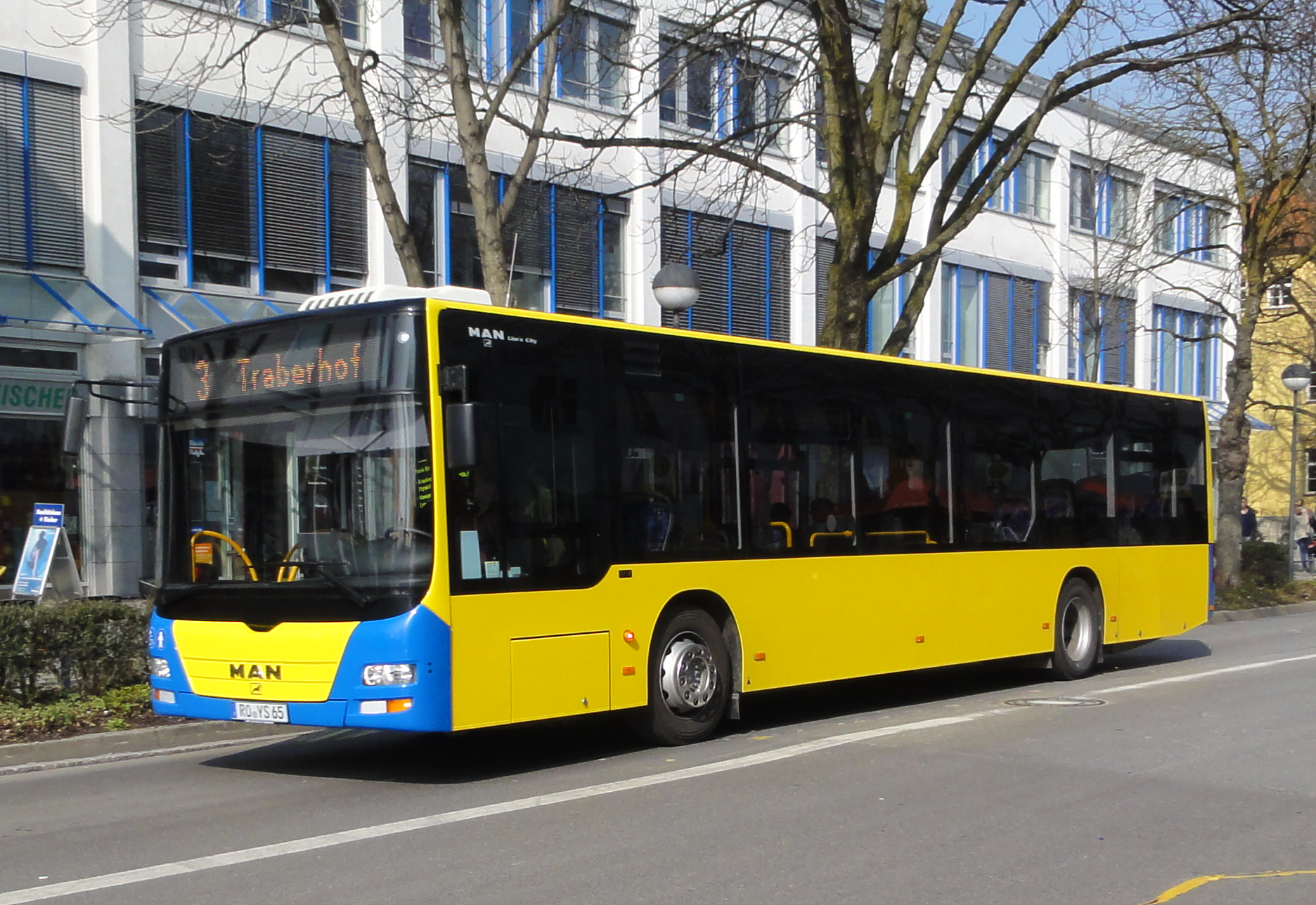
Двоосний Lion's City

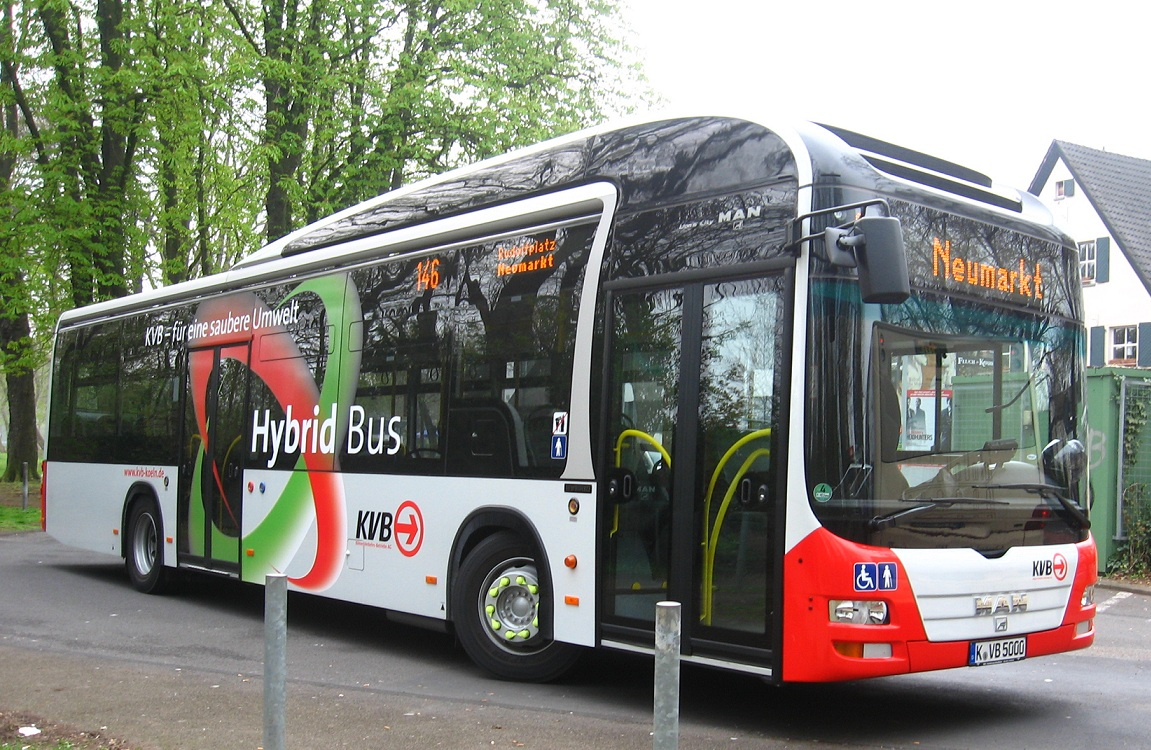
Гібридний K-VB 5000 (виставковий зразок 2007)

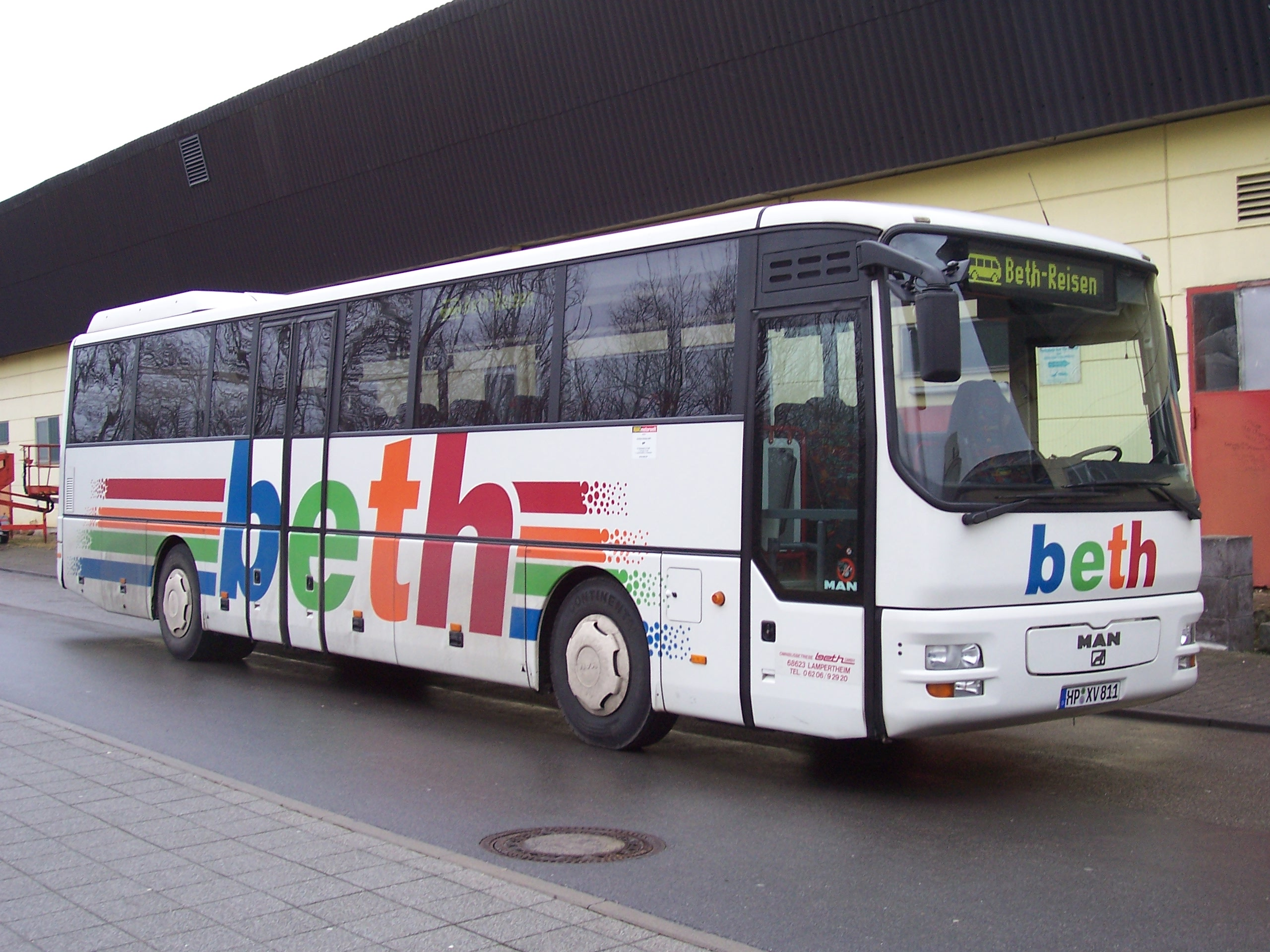
Автобус міжміського сполучення Lion's Comfort

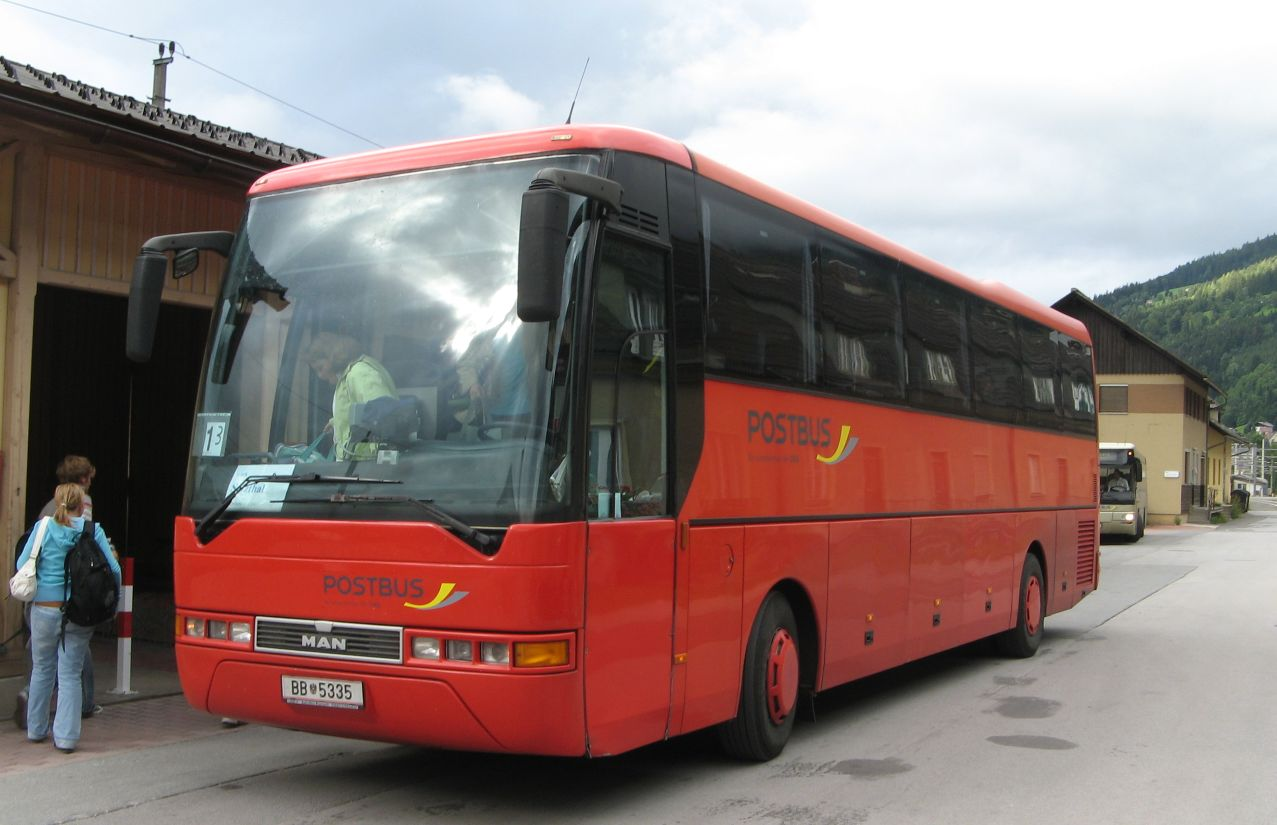
Автобус міжміського сполучення Lion's Star

- Серія SL — стандартні автобуси міського сполучення зі «стандартним» рівнем підлоги (нім. Standard-Linienbus) довжиною до 12 м, виробництво яких було розпочато ва 1972 році. Основні моделі — «SL 192», «SL 195», «SL 200», «SL 202». До наступної генерації цієї серії увійшли однотипні моделі «SL 223», «SL 263», «SL 283».
- Серія NL — двохосні автобуси міського сполучення із низьким рівнем підлоги, виробництво яких було розпочато в 1989 році, починаючи із моделі «NL 202». До першої генерації серії «NL» входили основні моделі: «NL 222», «NL 262», «NL 312», «NL 232 CNG». Основні моделі другої генерації цієї серії — «NL 263», «NL 313» та «NL 363» мають довжину 12 м оснащені високо-потужними, екологічними, високо-надійними двигунами 260 к. с., 310 к. с. та 360 к. с. і надійною триступеневою автоматичною коробкою передач. Модель «NL 232 CNG» оснащена газодизельним двигуном, який працює на стисненому природному газі. Окрім традиційних силових установок, які працюють на дизельному паливі та на стисненому природному газі, автобуси оснащують гібридними дизель-електричними силовими установками (моделі NM 152E, NL 202DE). Інтервал періодичності технічного обслуговування автобусів цієї серії було збільшено до 60 000 км. Враховуючи це, базова модель «NL 263» була удостоєна звання «Автобус 1999 року». У 2000 році було розпочато виробництво модифікованих моделей «NL» довжиною 15 м, обладнаними трьома пасажирськими дверми, основними з яких є «NL 263-15», «NL 313-15» та «NL 363-15». Серія автобусів «NL» стала базовою для модифікації і створення інших серій: — серія NM — укорочені моделі серії «NL» довжиною від 8,5 м до 10,5 м;
 — серія NL — трьохосні, подовжені до 15 м моделі серії «NL» із трьома пасажирськими дверми, які у кінці позначення моделі отримали приставку «-15», що означає довжину автобуса в метрах;
 — серія NU — подовжені до 15 м моделі серії «NL» із двома пасажирськими дверми;
 — серія NG — зчленовані автобуси довжиною 18 м.

- Серія NM — двоосні автобуси міського сполучення із низьким рівнем підлоги повною масою до 22,5 т, які є укороченими версіями моделей серії «NL», і які ще називались «Midibus». Основні моделі — «NM 222», «NM 223» та «NM 283» із дизельними двигунами потужністю 220 к. с. та 280 к. с. Виробляються моделі із трьома варіантами довжини від 8,5 м до 10,5 м та габаритною шириною 2350 мм. Загальна пасажиромісткість — до 80 чоловік. Новинкою цієї серії є розташування двигуна на власному вертикальному легкозмінному підрамнику, який кріпиться до каркаса кузова чотирма болтами. Привод забезпечується заднім приводним мостом «Z80». Керовані колеса мають змогу повертатися на кут до 50º, що є важливим для маневрування у міських умовах. Автобус обладнаний системою EBS, об'єднаною із системою АБС, яка є обов'язковою для цієї категорії транспортних засобів, та із системою оптимізації зчеплення коліс із дорожнім покриттям ASR, у свою чергу, об'єднаних у єдину систему контролю і керування іншими системами і агрегатами автобуса із забезпеченням функцій самодіагностування, виведення інформації водієві, контролю за відкриванням/закриванням дверей, тощо, Робоче місце водія повністю ізольоване від пасажирського салону із забезпеченням оптимального мікроклімату на робочому місці.
- Серія NU — триосні автобуси приміського сполучення із низьким рівнем підлоги п, які є подовженими версіями моделей серії «NL» довжиною 15 м. Автобуси цієї серії обладнані двома пасажирськими дверми, замість трьох, та мають більшу кількість посадкових місць, і призначені для приміського сполучення. Загальна пасажиромісткість моделей цієї серії становить до 125  чоловік, включаючи до 50-ти посадкових місць. Автобуси обладнані системою EBS, об'єднаною із системами АБС тв ASR, інтегровані у єдину систему контролю і керування іншими системами і агрегатами автобуса. Окрім традиційних силових установок, які працюють на дизельному паливі та на стисненому природному газі, автобуси оснащують гібридними дизель-електричними силовими установками або установками на водневих паливних елементах із двигунами внутрішнього згоряння, що працюють на водні.
- Серія NG — зчленовані автобуси міського сполучення із низьким рівнем підлоги (нім. Niederflur-Gelenkbus) довжиною до 18 м. Основні моделі — «NG 262», «NG 272», «NG 312» та «NG 232».
- Серія Lion's City — міські двоосні та трьохосні автобуси великої місткості категорії M3, виробництво яких розпочалося в 1996 році. У 2004-му розпочалося виробництво автобусів нового покоління цієї серії, більшість із яких були із низьким рівнем підлоги, доступним для посадки пасажирів із обмеженими фізичними можливостями та на інвалідних колясках. Разом із тим, продовжувалося виробництво версій і моделей автобусів із традиційним «високим» рівнем підлоги з огляду на попит на такі автобуси на ринках країн із поганими дорожніми умовами. Місткість автобусів, що входять до цієї серії, становить від 40 до 120-ти пасажирів. Розпочинається виробництво двоповерхових нім. Doppeldecker Lion’s City DD. Автобуси виготовляють на заводі у м. Плауен. Остаточне завершення інтер'єру виконується на заводі «Viseon Bus», що належить компанії Neoplan у Пільстінгу, земля Баварія. Автобуси оснащуються 6-циліндровими рядними двигунами із турбонаддувом, які працюють на дизельному паливі. Передбачена можливість застосування двигунів, які працюють на стисненому природному газі або на зрідженому нафтовому газі. Розроблені та розробляються версії автобусів третього покоління із силовою установкою на водневих паливних елементах,[13] із двигунами внутрішнього згоряння, що працюють на водні,[13] а також, із гібридними дизель-електричними силовими установками, серійне виробництво яких повинно було розпочатись у 2010 році.[14]
- Серія Ale. Восени 2000 року на автосалоні у м. Франкфурт-на-Майні був представлений перший малий низькорамний 3-дверний міський автобус із серії «Ale» із повною масою 9,5 т. Автобус розроблявся спільно із італійською кузовною фірмою «Autodromo» ще з 1997 року. Автобус був оснащений 4-циліндровим двигуном потужністю 175 к. с., встановленим у тильній частині, та автоматичною 3-ступінчастою трансмісією. Габаритна довжина становила 7,5 м, ширина — всього лише 2,2 м. Цей «малюк» мав пасажиромісткість 60 пасажирів, із них, місць для сидіння — від 10 до 17 (залежно від модифікації автобуса). Автобус обладнаний пневматичною підвіскою із системою автоматичного регулювання рівня підлоги, АБС, яка є обов'язковою для цієї категорії транспортних засобів, та системою оптимізації зчеплення коліс із дорожнім покриттям ASR. Керовані колеса мають змогу повертатися на кут до 52º, що є важливим для маневрування у міських умовах.
- Серія Lion's Comfort — автобуси міжміського сполучення пасажиромісткістю 49÷55 чоловік.
- Серія Lion's Star — туристичні автобуси підвищеної комфортності пасажиромісткістю 47÷53 чоловік. У серії виділяється двоосний варіант особливо підвищеної комфортності Lion's Star Spezial. До серії входять двоосні та трьохосні модифікації довжиною, 12,0 метрів та 13,8 метрів відповідно. Довша версія отримує у позначенні індекс «L». Автобуси цієї серії оснащують двигунами робочим об'ємом 11,97 (D2866) та 12,8 літрів (D2876), які розвивають потужність від 400 к. с. до 460 к. с.